# Vojna sedme koalicije
Stodnevna vojna ali vojna sedme koalicije je bilo obdobje med 20. marcem 1815, ko je Napoleon Bonaparte prispel v Pariz po pobegu iz izgnanstva na Elbi, in 8. julijem 1815, datumom vrnitve Ludvika XVIII. v Pariz. Z glavnim porazom v bitki pri Watterlooju je Napoleon spet odšel v izgnanstvo na otok Sv. Helena, kjer je leta 1821 umrl.